# Maria Escalfet i Quintana
Maria Escalfet i Quintana   (Sant Quintí de Mediona, 19 de desembre de 1895 - 19 de desembre de 1978) coneguda com la Senyora Maria fou una llevadora catalana del segle xx.

## Biografia
Filla de Sant Quintí de Mediona, ben aviat va decidir dedicar la seva carrera professional com a assistent a les dones que estaven donant a llum. Als 22 anys comença els seus estudis, feina que compagina amb la de dama de companyia fins que marxa a Madrid a treure's el Título de Matrona. En una visita a una familiar seva, aquesta li ofereix d'establir-se a Castellar del Vallès. És en aquest municipi del Vallès Occidental on desenvolupa la majoria de la seva trajectòria professional. Els registres indiquen que inicià el seu treball a Castellar el 22 de maig de 1923, realitzant suplències de que aleshores era la llevadora de la vila.
La seva professió va suposar que Escalfet s'involucrés en la vida de diària de vila, i sempre era visible la seva tasca professional tot i que no tenia tarifes sinó que els seus honoraris depenien de la voluntat de la família de la dona embarassada. va exercir la seva professió fins al 24 de setembre de 1972, amb 70 anys, després d'haver ajudat a portar el món més 3.000 ciutadans de Castellar del Vallès, amb especials penúries durant els anys de la Guerra Civil espanyola. En agraïment, la vila va dedicar-li un carrer a la població l'any 1979. Aquell mateix any, Escalfet moriria el dia del seu 83è aniversari.